# Zubeen Garg
Zubeen Garg (Assamese: জুবিন গাৰ্গ, nacido el 18 de noviembre de 1972) es un cantante y compositor indio de Assam, que hizo su aparición en la escena de Bollywood y Assamese Music. También interpreta y domina instrumentos musicales como el dhols, guitarra, dotora, la mandolina del teclado y otros instrumentos de percusión.

## Biografía
Garg es oriundo de Jorhat, una ciudad en el alto Assam. Su nombre verdadero es Zubeen Borthakur. Fue nominado en honor al gran compositor de Zubin Mehta, pues su nombre artístico de Garg, es como su apellido. Garg es hijo de Borthakur Mohan, un famoso autor y poeta.

## Carrera
Garg en su trayectoria artística ha vendido una serie de álbumes discogáficos. Garg ha interpretado más de 9000 canciones en varios idiomas como hindi, tamil, telugu, canarés, malayalam, punjabi, Oriya, bengalí, marathi, nepalí, inglés Bodo y Karbi. Su canción "Ya Ali", formó parte de la banda sonora de la película "Gangster", en la que se convirtió en un superéxito en su natal India, así también como en Oriente Medio y en Asia meridional. Después de este éxito, lanzó un álbum titulado Ya Ali Blast Remix. Z
Garg lanzó un álbum en lengua Hindi Zindagi en 2007, en la que tuvo también éxito. Su álbum más reciente fue "Assamese Mone Mone". Además ha interpretado para muchas películas en distintos idiomas de la India.

## Lista de Álbumes de Zubeen's

### Assamese
- Anamika
- Sopunor Sur
- Meghor Boron
- Zubeenor Gaan
- Mukti(added by saranga)
- Hiya mon
- Zubeenor Gaan
- Shapoon
- Xabda (Sobdo)
- Paakhi(2000)
- Snigdha Jonak
- Shishu(2002)
- Maya
- Chinaki Mon
- Akou Hiya mon
- Niribili Godhuli
- Lajuki mon
- Jantra(2004)
- Raang
- Rangdhali
- Mor Priyo Geet(remake)
- Chinaki Sur(Remake)
- Rongmaanguunu
- Mukha(2006)
- Rumal(2008)
- Abujan Mon(2010)
- Bahi(2010)
- Junaki mon
- Uroniya mon
- Unmona mon
- Ringa ringa mon
- GAAN
- Mone Mone
- Sunali Mon
- Runjun

## Lista de álbumes en Hindi
- Chandini Raat
- Yuhi Kabhi
- Sparsh
- Shradhanjali(vol-i, ii & iii)
- Nupur
- Chanda
- Zindagi

## Director musical para la película de Assamese
- Barud
- Bidhata
- Daag
- Dinobondhu
- Rong
- Hiya Diya Niya
- Jeevan Nadir Duti Paar
- Jumon Sumon
- Jown Jwole Kopalot
- Prem aaru Prem
- Priya Milan
- Kanyadaan
- Mon Jai
- Nayak
- Tumi Mor Matho Mor
- Ekhan nedekha nodir Sipare

## Premios
- Global de la India Film Awards (GIFA) (2006) - Mejor cantante de reproducción (Hombre) de la canción "Ya Ali".
- Premios Max Stardust (2007) - New Sensation Musical (Hombre) de la canción "Ya Ali".
- Nominada a los Premios de Cine de tarifa (2007) - Mejor Cantante Play Back.
- Premio Nacional (Rajat Kamal) (2009), dirigida por Mejor música (no función de la categoría de cine) por su trabajo en "Ecos del silencio", la película (Inglés-Khasi) está muy bien

## Temas musicales en Hindi de Zubeen's
| Año  | Canciones                                                                         | Películas                          | Idioma  |
| ---- | --------------------------------------------------------------------------------- | ---------------------------------- | ------- |
| 2011 | As the River Flows (Upcoming)                                                     |                                    | Hindi   |
| 2011 | Akela Hoon Mein (Upcoming)                                                        | umang                              | Hindi   |
| 2011 | Jaana Hai                                                                         | Dum Maaro Dum                      | Hindi   |
| 2010 | Waqt Bada Baimaan O Rabba Dil Ne Jise Apna Kaha                                   | Musaa                              | Hindi   |
| 2010 | Ab Mujhko Jeena                                                                   | Aashayein                          | Hindi   |
| 2010 | Wazood Ki Talash                                                                  | Kuchh Kariye                       | Hindi   |
| 2010 | Maula Mere Maula Mere                                                             | Aakhri Descision                   | Hindi   |
| 2010 | Maula                                                                             | Mission 11 July                    | Hindi   |
| 2009 | Shola Shola                                                                       | London Dreams                      | Hindi   |
| 2009 | Bansuri                                                                           | Yeh Mera India                     | Hindi   |
| 2009 | Dil main junoon hai                                                               | Fastforward                        | Hindi   |
| 2008 | Rab Ka Banda                                                                      | Hello                              | Hindi   |
| 2008 | Yar Mere Dildara                                                                  | Mission Istanbul                   | Hindi   |
| 2008 | Mera Halaat Ye & Tu Jaan Se Pyara (RMX Also)                                      | Deshdrohi                          | Hindi   |
| 2008 | Almadad Chere Khuda Mera Yaar                                                     | Hastey Hastey                      | Hindi   |
| 2008 | Kee Kasoor                                                                        | Kaise Kahein featuring Neha Jhulka | Hindi   |
| 2007 | Teri Tamanna Teri Tamanna (Club Mix by Akbar Sami) TeriTamanna (Euro Mix Goldeyy) | The Train                          | Hindi   |
| 2007 | Dheere Dheere Dheere Dheere Remix                                                 | Bombay to Bangkok                  | Hindi   |
| 2007 | Dard E Dil                                                                        | Good Boy, Bad Boy                  | Hindi   |
| 2007 | Jhoom Barabar Jhoom (JBJ)                                                         | Jhoom Barabar Jhoom                | Hindi   |
| 2007 | Woh Bheege Pal                                                                    | Manorama Six Feet Under            | Hindi   |
| 2007 | Dilruba Dilruba (Remix)                                                           | Namastey London                    | Hindi   |
| 2007 | Shael Sutha Ke Ankhon                                                             | My Friend Ganesha                  | Hindi   |
| 2007 | Tum Ho                                                                            | Raqeeb                             | Hindi   |
| 2007 | Jag Laal Laal Laal Laal (Part 2) Jag Laal Laal Laal Laal (Part 3)                 | Big Brother                        | Hindi   |
| 2007 | Jeena Kya Tere Bina Jeena Kya Tere Bina (Remix)                                   | Kya Love Story Hai                 | Hindi   |
| 2007 | Hum Khushi Ki Chah Mein Hum Khushi Ki Chah Mein (Rock Mix)                        | Life Mein Kabhie Kabhiee           | Hindi   |
| 2007 | Ek Din Teri (Remix)                                                               | Naqaab                             | Hindi   |
| 2007 | Hoga Hoga Khuda Gawah                                                             | Nehlle Pe Dehlla                   | Hindi   |
| 2007 | Zindagi Aa Gayi                                                                   | Victoria n.º 203                   | Hindi   |
| 2007 | Let's Enjoy                                                                       | Bombay to Goa                      | Hindi   |
| 2007 | Ommomme Heego                                                                     | Hudugaata                          | Kannada |
| 2007 | Yele Yelele                                                                       | Takkari                            | Telugu  |
| 2006 | Ya Ali                                                                            | Gangster                           | Hindi   |
| 2006 | Subah Subah                                                                       | I See You                          | Hindi   |
| 2006 | Payal Ki Chham Chham                                                              | Brides Wanted                      | Hindi   |
| 2006 | Ishq Mantra (om) Piya Milan Ko Jaana RamoRamo Rimjhim                             | Strings – Bound By Faith           | Hindi   |
| 2006 | Rabbi Rabbi (Remix)                                                               | Zindaggi Rocks                     | Hindi   |
| 2006 | Janne Kya Chaheman                                                                | Pyaar Ke Side Effects              | Hindi   |
| 2004 | Jugnu Ki Payal                                                                    | Aan: Men at Work                   | Hindi   |
| 2004 | Ishq Ishq Mein Rabba                                                              | Agnipankh                          | Hindi   |
| 2004 | Ek Hasina Thi (Remix)                                                             | Ek Hasina Thi                      | Hindi   |
| 2004 | Rama Re (The Boys Are Back Mix)                                                   | Musafir                            | Hindi   |
| 2004 | Aane Wala Pal Aane Wala Pal – 2nd Version                                         | Plan                               | Hindi   |
| 2003 | Dildara                                                                           | Chupke Se                          | Hindi   |
| 2003 | Sapne Saare                                                                       | Mudda – The Issue                  | Hindi   |
| 2002 | Rama Re Socha Nahin Tha                                                           | Kaante                             | Hindi   |
| 2002 | Rumal                                                                             | Maya Namara                        | Nepalí  |
| 2002 | Sandhya                                                                           | Sandhya                            | Hindi   |
| 2000 | Mere Watan                                                                        | Fiza                               | Hindi   |
| 1995 | Beta Apni Maa Se                                                                  | Gaddar                             | Hindi   |

## Zubeen Garg's songs
- Zubeen Garg - Life, Music, Movies